# Scriptaphyosemion cauveti
Scriptaphyosemion cauveti är en fiskart som först beskrevs av Romand och Ozouf-costaz, 1995.  Scriptaphyosemion cauveti ingår i släktet Scriptaphyosemion och familjen Nothobranchiidae. IUCN kategoriserar arten globalt som akut hotad. Inga underarter finns listade i Catalogue of Life.